# Первомайське (Бурятія)
Первомайське (рос. Первомайское) — село Кяхтинського району, Бурятії Росії. Входить до складу Первомайського сільського поселення.
Населення —  133 особи (2010 рік). 